# 1. Königlich Bayerische Reserve-Division
Die 1. Reserve-Division war ein Großverband der Bayerischen Armee, die Teil der deutschen Armee im Ersten Weltkrieg war.

## Geschichte

### 1914
Die Division wurde bis 2. August 1914 zum größten Teil aus Reservisten und Landwehrleuten mobilgemacht. Erster Kommandeur war Generalleutnant Alfred Göringer, der seinen Dienst vor dem Krieg als Kommandant der Haupt- und Residenzstadt München versah. Die Division marschierte im Rahmen der 6. Armee/des I. Reserve-Korps im Westen in zweiter Linie bei Saargemünd auf. Flussaufwärts der Saar folgend erreichte sie bis zum 17. August 1914 Finstingen und war zunächst mit dem Schutz der rechten Flanke des I. Reserve-Korps beauftragt, rückte jedoch dann in die erste Linie südlich Finstingen vor, wo es Verbindung mit dem linken Nachbarn, der 2. Infanterie-Division, welche der 7. Armee unterstellt war, sowie mit dem rechten Nachbarn, der 5. Reserve-Division, herstellte. Letzteres führte am 18. August 1914 zum Gefecht bei Mittersheim, wo die Division den Franzosen entgegentrat und unter Beweis stellte, „dass die bayerischen Reserve- und Landwehr-Verbände den aktiven Truppen in keiner Weise an Kampfkraft und Tapferkeit nachstanden“. Zu Beginn der Schlacht in Lothringen am 20. August 1914 griff sie von Finstingen aus die Nahtstelle der französischen 1. Armee (VIII. Armee-Korps) und der französischen 2. Armee (XVI. Armee-Korps) an, durchbrach die feindliche Linien und erreichte bis zum 21. August 1914 abends Rodt. Im Zuge der Verfolgung sollte die Division die Ortschaft Baccarat an der Meurthe nehmen. Am 22. August 1914 stand die Division in Avricourt. Am 24. August 1914 wurde das Sperrfort Manonviller eingeschlossen und am 27. August genommen. Anfang September wurden mehrere Großverbände, darunter das I. und II. bayer. Armeekorps, aus dem Bereich ostwärts Nancy-Epinal herausgezogen, um dem französisch-britischen Großangriff zwischen Verdun und Paris zu begegnen. Die Division wich von der Linie Maixe – Lunéville auf die Stellung zwischen Château-Salins und Geistkirch aus. Rechter Nachbar war nun die 8. Ersatz-Division, linker Nachbar das preußische XIV. Armee-Korps, im Rücken lag in Dieuze die 5. Landwehr-Brigade. Ende September 1914 wurde die Division nach Brebières und Corbehem verlegt. Am 2. Oktober trat sie von dort an mit dem Ziel, Arras zu nehmen. Am 6. Oktober abends erreichte sie die Linie St. Laurent – Thélus, dann jedoch musste sie auf den Vimy-Höhen wegen neu heran geworfener französischer Truppen den Angriff einstellen. Am 26. Oktober 1914 gelang es dem 1. Reserve-Infanterie-Regiment trotz zahlenmäßiger Unterlegenheit, die Ortschaft St. Laurent zu nehmen und am westlichen Ortsrand in Stellung zu gehen. Hierbei nahm es fünf Offiziere und 360 Mann der französischen Alpenjäger gefangen. Im Zuge der erreichten Linie grub sich die Division ein und verblieb dort über die Jahreswende.

### 1915
Während der Frühjahrsschlacht von La Bassée-Arras am 9. Mai 1915 griffen das französische XVII. Armeekorps und X. Armee-Korps, die der französischen 10. Armee zugeordnet waren, mit vier Divisionen nebeneinander (französische Truppenteile von Nord nach Süd: 33. Infanterie-Division, 34. Infanterie-Division, 19. Infanterie-Division und 20. Infanterie-Division) den gesamten Frontabschnitt der Division an, die selbst alle ihre Reserve-Regimenter bereits vorne in Stellung bringen musste. Jeder Versuch des Feindes, durch die Linien der Division zu stoßen, wurde blutig abgewiesen. Lokale Einbrüche wurden durch Gegenstöße sofort wieder bereinigt. Vor den Stellungen der Division lagen tausende gefallene französische Infanteristen, 750 Franzosen nahm die Division gefangen. Die Division gab keinen Fußbreit Gelände auf und hielt die Stellungen, vor allem an der rechten Flanke, wo das Reserve-Infanterie-Regiment 12 eine besonders kritische Lage zu meistern hatte. Die Division musste jedoch in diesen Tagen auch 2.300 Mann Verluste hinnehmen. Nach der gescheiterten französischen Großoffensive blieb es bis Herbst in dem Abschnitt der Division verhältnismäßig ruhig. Teile der französischen 10. Armee griffen von 24. bis 25. September 1915 zwischen Ecurie und Roclincourt an. Doch mit Hilfe massiver Artillerie-Unterstützung durch das I. Königlich Bayerisches Reserve-Korps wurden der Feind bereits in seinen Aufstellungsräumen getroffen, seine Angriffe blieben im konzentrierten Feuer liegen und wurden alle abgewiesen. Die Division gab am 26. September 1915 an den rechten Nachbarn, dem preußischen VI. Armee-Korps, 2 halbe Bataillone ab, die rechts vom Reserve-Infanterie-Regiment 12 ostwärts von Neuville in Stellung gingen. Am selben Tag versuchten es die Franzosen aus der Ortschaft Neuville heraus, durch die bayerischen Linien durchzustoßen, doch auch diese Angriffsoperation scheiterte an der Standhaftigkeit der beiden halben Bataillone. Bis zum 11. Oktober 1915 wurde die Division im Rahmen des I. Reserve-Korps zunächst von der Division „von Hartz“, dann durch das I. Armee-Korps abgelöst.

### 1916
Während der Schlacht an der Somme vom 24. Juni bis 26. November 1916, wurde im Juli 1916 die Division, nunmehr der 1. Armee zugeordnet, nördlich der Somme an der Nahtstelle zur südlich der Somme liegenden 2. Armee eingeführt. Das Reserve-Infanterie-Regiment 12 wurde an die bereits stark verbrauchte 5. Reserve-Division abgegeben. Die drei Reserve-Infanterie-Regimenter wurden nebeneinander zwischen Maurepas und Cléry in Stellung gebracht. Nachdem sie am 12. August 1916 die französischen Angriffe zurückgeschlagen und alle Einbruchsversuche vereitelt hatte, wurde sie einige Tage danach aus der Front gelöst und als Armee-Reserve verwendet. Sie wurde dabei unter ständiger Bereitschaft gehalten und öfters als Frontfeuerwehr eingesetzt.

### 1917
Am 19. Februar 1917 wurde Generalmajor Friedrich von Pechmann zum Divisionskommandeur ernannt. Im Frühjahr 1917 wurde das I. Reserve-Korps durch die 14. Infanterie-Division verstärkt, die – jedoch schon schwer abgekämpft – die ehemaligen Stellungen der Division ostwärts Arras zwischen Roclincourt und St. Laurent besetzte. Die Division rückte insgesamt weiter nach Norden in die Stellungen ostwärts der Linie Roclincourt – Neuville. Ihr rechter Nachbar war die dem I. Reserve-Korps unterstellte preußische 79. Reserve-Division. Am 9. April 1917 brachen die Kanadier bei der 79. Reserve-Division ein, so dass die Stellungen der Division auf den Vimy-Höhen nicht mehr zu halten waren. Gegen Abend musste sie die Stellungen auf der Linie Farbus – Bailleul beziehen, die etwa 4 km hinter den noch in der Frühe besetzten Stellungen gelegen war. Von den Vimy-Höhen waren die Stellungen der Division vom Feind einsehbar, deshalb beantragte der Kommandierende General des I. Reserve-Korps, General von Fasbender, dass die Verbände des Korps nochmal um etwa 3 km nach hinten verlegt werden. Die Division verlegte am 13. April 1917 auf die Linie Arleux – Oppy zurück und bezog dort Stellung. Später wurde die Division der 4. Armee unterstellt und ostwärts Hollebeke eingesetzt.

### 1918
Zur Georg-Schlacht (9. bis 29. April 1918) wurde die Division südlich Neuve-Chapelle am 9. April 1918 zum Angriff angesetzt. Über das verschlammte und mit Hindernissen durchsetzte Gelände vorgehend durchstieß sie die portugiesischen Linien und erreichte bis zum Abend Vieille-Chapelle an dem Fluss Lawe. Bis 13. April 1918 kämpfte sie sich noch bis Riet du Vinage vor, musste dann wegen zunehmenden feindlichen Widerstands und für die Division ungünstigem Gelände den Angriff einstellen. Sie wurde daraufhin in eine Stellung bei Lens zurückgezogen. Sie hatte während der Kämpfe 2.000 Mann verloren. Im Zuge der Rückzugskämpfe aus Flandern wurde die Division zur Verstärkung der Flandernstellung am 30. September 1918 bei Ledeghem eingesetzt. Am 20. Oktober 1918 wurde sie hinter der Hermannstellung als Armee-Reserve bei Waereghem verwendet. Am 30. Oktober 1918 ging sie ostwärts der Schelde bei Gavere in Stellung. Am Ende des Krieges befand sich die Division in Diest. Von dort kehrte sie über Lüttich, Aachen, Düsseldorf in die Gegend nördlich Barmen in die Heimat zurück.

## Gliederung

### Kriegsgliederung am 2. August 1914
- 1. Reserve-Infanterie-Brigade
  - Reserve-Infanterie-Regiment 1
  - Reserve-Infanterie-Regiment 2
- 2. Reserve-Infanterie-Brigade
  - Reserve-Infanterie-Regiment 3
  - Reserve-Infanterie-Regiment 12
- Reserve-Kavallerie-Regiment 1
- Reserve-Feldartillerie-Regiment 1
- 1. Reserve-Kompagnie/1. Pionier-Bataillon
- Reserve-Divisions-Brückentrain 1
- Reserve-Sanitätskompagnie 1

### Kriegsgliederung vom 19. Oktober 1918
Der Verband wurde mehrfach umgegliedert, so kam das Reserve-Infanterie-Regiment 12 zur 5. Reserve-Division. Aufgrund der Kriegserfahrungen verblieb an Kavallerie nur mehr eine Eskadron, während Artillerie und technische Truppen verstärkt wurden.
- 1. Reserve-Infanterie-Brigade
  - Reserve-Infanterie-Regiment 1
  - Reserve-Infanterie-Regiment 2
  - Reserve-Infanterie-Regiment 3
- 3. Eskadron/3. Chevaulegers-Regiment „Herzog Karl Theodor“
- Artillerie-Kommandeur Nr. 13
  - Reserve-Feldartillerie-Regiment 1
  - I. Bataillon/Fußartillerie-Regiment 1
- Pionier-Bataillon 17
  - Reserve-Pionier-Kompanie 1
  - Reserve-Pionier-Kompanie 17
  - Minenwerfer-Kompanie 201
  - Handscheinwerfer-Trupp 18
- Divisions-Nachrichten-Kommando 401
  - Divisions-Fernsprech-Abteilung 401
  - Divisions-Funker-Abteilung 106
- Sanitäts-Kompanie 15
- Feldlazarett 45
- Feldlazarett 48
- Pferdelazarett 21
- Kraftwagen-Kolonne 750
- Feldpostexpedition 948